# 线头弯线鳚
线头弯线鳚（学名：Helcogramma habena），又名哈氏彎線鳚、狗鰷、三鰭鳚，为三鳍鳚科弯线鳚属的鱼类。分布于台湾岛等。该物种的模式产地在菲律宾巴坦群岛(Batane)。目前已被認為係三角彎線䲁(Helcogramma inclinata)的同種異名。 